# Plutonium-241
Plutonium-241 (241Pu) je izotop plutonia, který vzniká, když plutonium-240 zachytí neutron. Podobně jako 239Pu je štěpitelné, jeho účinný průřez pro štěpení tepelnými neutrony je asi o třetinu větší než u plutonia-239, s nímž má podobnou pravděpodobnost štěpení po záchytu tepelného neutronu (kolem 73 %). Pokud nedojde k rozštěpení, vznikne takto plutonium-242. Izotopy s lichými neutronovými čísly obecně snáze absorbují neutrony a mají vyšší pravděpodobnost štěpení při záchytu neutronu.

## Přeměna na americium
241Pu má poločas přeměny 14,33 let, tomu odpovídá přeměna přibližně 4,7 % jader za jeden rok. Čím déle je vyhořelé jaderné palivo skladováno před přepracováním, tím více 241Pu se přemění na tepelnými neutrony neštěpitelné 241Am (štěpitelné pouze rychlými neutrony), které se přeměňuje vyzářením částice alfa s poločasem 433 let a je hlavním zdrojem radioaktivity jaderného odpadu na stovky až tisíce let.